# 丁鴻
丁 鴻（てい こう、生年不詳 - 94年）は、後漢の儒学者・政治家。字は孝公。本貫は潁川郡定陵県。

## 経歴
丁綝の子として生まれた。13歳のときに桓栄に師事して、欧陽『尚書』の講義を受けた。
かつて父の丁綝が光武帝の征戦に従うと、丁鴻は弟の丁盛とともに留守をまもった。丁綝が死去すると、丁鴻は陵陽侯の封爵を嗣ぐべきであったが、上書して爵位を丁盛に譲ろうとした。許可が得られなかったため、葬儀が終わると逃亡した。桓栄のもとで丁鴻と同門であった鮑駿が「兄弟の私恩のために王命で認められた継承を絶つのは、智というべきだろうか」と説得したため、丁鴻は嘆息して家に戻り、封国へと赴いた。門戸を開いて門人を集め、経学を教授するようになった。
67年（永平10年）、丁鴻は明帝により洛陽の宮中に召し出され、『尚書』の文侯之命篇を解説した。博士と同礼で待遇された。しばらくして侍中に任じられた。70年（永平13年）、射声校尉を兼ねた。79年（建初4年）、魯陽郷侯に徙封された。
章帝は丁鴻や広平王劉羨や儒者の楼望・成封・桓郁・賈逵らに命じて、北宮の白虎観で五経の異同を議論させた。その議論における丁鴻の批判は最も明晰で、儒者たちの賞賛を受け、章帝もしばしば感嘆した。当時の人には「殿中無双丁孝公」と呼ばれた。校書に抜擢され、成封に代わって少府となった。門下はますます増えて、遠方からやってくる者が数千人におよび、門人の劉愷・巴茂・朱倀らは後に公卿に上った。85年（元和2年）、章帝が東巡すると、丁鴻は少府としてつき従った。86年（元和3年）、馬亭郷侯に徙封された。
88年（章和2年）、和帝が即位すると、丁鴻は太常に転じた。92年（永元4年）閏月丁丑、司徒となった。このころ竇太后が臨朝称制し、竇憲兄弟が権勢をふるっていた。丁鴻は日食を機会として竇憲を弾劾し、政治の粛正を求める上奏をおこなった。
十数日後、丁鴻は太尉を代行し、衛尉を兼ね、南宮と北宮に駐屯するよう和帝に命じられた。丁鴻は竇憲の大将軍の印綬を没収させた。竇憲とその弟たちはみな自殺した。
ときに人口の多い大郡でも少ない小郡でも1年に2人の孝廉が察挙されており、不公平であったことから、丁鴻は人口20万人あたり1年1人の割り当てで郡に察挙させるよう上奏すると、和帝に聞き入れられた。
94年（永元6年）1月己卯、丁鴻は死去した。子の丁湛が後を嗣いだ。

## 伝記資料
- 『後漢書』巻37 列伝第27